# Бургундски ратови
Бургундски ратови вођени су у периоду од 1474. до 1479. године између коалиције Француске, Лорене и Швајцарске са једне и Бургундије са друге стране. Завршене су поразом Бургундије који изазива ратове за Бургундијско наслеђе.

## Увод
Након завршетка Стогодишњег рата, сукоб између Француске и Бургундије постао је неминован. Бургундијски војвода био је најмоћнији од вазала који се нису покоравали француској круни. Поседи бургундијског војводе (од којих је најзначајнија била Холандија), који су само формално били под немачким сизеренством, чинили су Бургундију моћном. Бургундија је чинила озбиљну претњу Француској. Бургундски ратови на Соми у Фландрији били су на домак Париза. До рата са Француском дошло је у три маха: 1465, 1468. и 1470. године. Сва три рата завршена су примирјем. Међутим, бургундски војвода Карло Смели је, у својој жељи за експанзијом Бургундије, изазвао је против себе коалицију Француске, Немачке, Швајцарске конфедерације, Доњег савеза (савеза царских градова Базела, Стразбура, Колмара и Селеста), аустро-тиролског војводе Сигимунда и лоренског војводе Ренеа II. На страни Бургундије учествовале су Савоја и Милано. Енглески краљ Едвард IV склопио је са Карлом Смелим савез 1474. године.

## Ратови Карла Смелог
Непријатељства су започела на пролеће 1474. године побуном низа градова против бургундијске власти у Алзасу и Брајзгауу. Савезници, предвођени аустријским витезом Вилхелмом Хертером, однели су прву победу освајањем Ерикура 17. новембра 1474. године. Карло Смели је покренуо своју војску на град Нојс што га доводи у директан сукоб са немачким царем Фридрихом III. Са Фридрихом се, међутим, брзо договорио одрекавши се Келна. На северу, у Пикардији, Французи заузимају Мондидје, а на југу упадају у Бургундију и код Гијипија туку бургундијске снаге (20. јун 1475). Лоренске трупе истовремено упадају у небрањени Луксембург. Фридрих се исте године повлачи из рата. Енглески краљ Едвард се 5. јула исте године искрцао у Калеу са намером да уз помоћ Карла Смелог продре до Париза. Карло је, међутим, инсистирао да бране Луксембург и освоје Лорен. Озлојеђен, енглески краљ склапа са Французима мир на седам година (29. август). Ситуација је за Карла Смелог постала опасна. Међутим, ни Француска није намеравала да наставља рат без помоћи Немаца. Са Бургундијом је закључено примирје на девет година (13. септембар).
Крајем 1475. године у рату су остали само Швајцарци. Швајцарци су заузели област Во, а Карло Смели Лорену са Епиналом и Нансијем. Након заузећа Лорена, Карло је из Нансија покренуо војску на Швајцарце (11.000 људи). Међутим, код Грансона је 2. марта претрпео тежак пораз. Затим је у Лозани реорганизовао своју војску након чега је кренуо према Муртену. Код Муртена је 26. јуна претрпео тежак пораз изгубивши 10.000 људи. Након пораза код Муртена, избија устанак у Лорени. Устаници су заузели неколико важнијих градова укључујући и Нанси. Карло Смели је принуђен да се са војском врати у Лорену и опседне Нанси. Рене II је прикупио помоћ у Швајцарској и напао на Карла Смелог приморавши га на битку. Уместо да напусти опсаду, Карло је прихватио битку. Дана 5. марта 1477. године вођена је битка код Нансија која се завршила тешким поразом Карла Смелог. У њој је и погинуо.

## Рат за бургундско наслеђе
Смрћу Карла Смелог Бургундски ратови нису завршени. Око ње ће се борити Француска и Аустрија. Рат је вођен од 1477. до 1482. године. Аустријски надвојвода Максимилијан I нанео је пораз Французима код Гингата (7. август 1479). Рат је завршен Араским миром из 1482. године. У следећем рату (1486-9) Французи односе победу код Бетина. Рат је завршен миром у Франкфурту на Мајни. Последњи рат вођен је од 1492. до 1493. године. На страни Максимилијана учествовале су Енглеска и Арагон. Французи су 17-18. јануара 1493. године тучени код Дурнона. Миром у Санлису завршен је рат. Од бургундијског наслеђа Француској је припала Бургундија и Пикардија.